# Metiołczyne
Metiołczyne (ukr. Метьолчине) – osiedle na Ukrainie, w obwodzie ługańskim, w rejonie siewierskodonieckim. W 2001 liczyło 531 mieszkańców.